# Ablerus promacchiae
Ablerus promacchiae är en stekelart som beskrevs av Gennaro Viggiani och Ren 1993. Ablerus promacchiae ingår i släktet Ablerus och familjen växtlussteklar. Inga underarter finns listade i Catalogue of Life.